# Правило 107%
Правило 107% — це спортивне правило, що стосується кваліфікаційних сесій гонок Формули-1. Під час першого етапу кваліфікації, якщо траса суха, будь-який водій, який вибув у першій кваліфікаційній сесії і не зміг проїхати коло в межах 107% від найшвидшого часу в цій сесії, не буде допущений до старту гонки без дозволу гоночних стюардів. Наприклад, якщо найшвидший час кола Q1 становив 100 секунд, кожен пілот, який вибув із сесії, повинен проїхати принаймні одне коло протягом 107 секунд, щоб гарантувати старт гонки.
Правило 107% було введено в сезоні 1996 і залишалося в силі до 2002. Воно був повторно введений у сезоні 2011 з незначними змінами через формат нокаут-кваліфікації.

## Історія
Будь-який водій, допущений таким чином, буде розміщений в кінці стартової решітки після того, як будуть застосовані будь-які
після того, як будуть застосовані інші штрафи.
Якщо буде більше одного водія, допущеного таким чином, вони будуть розташовані на стартовій решітці в тому порядку, в якому вони
решітці в тому порядку, в якому вони були класифіковані в P3.

### Вступ
Управляючий орган Формули 1, Міжнародна автомобільна федерація (FIA), ввела правило 107% на засіданні Всесвітньої ради автомобільного спорту в червні 1995 року, безпосередньо перед Гран-при Франції. Це стало наслідком рекомендації Комісії Формули 1, робочої групи представників Формули-1, про введення такої мери. За попередні кілька років кількість учасників у сезоні знизилася до 26, що є максимальною кількістю учасників на старті гонки, що дозволяє кожному учаснику претендувати на гонку незалежно від швидкості. Для 1995 року нові технічні правила поширювали поле, а в цьому Форті конкурували численні команди з порівняно невеликими бюджетами та повільними автомобілями, такі як Forti, Pacific і Simtek. Спочатку планувалося, що регламент набуде чинності з Гран-при Угорщини 1995 року, але для цього потребувалася одностайна підтримка команд,  і Forti та Pacific наклали вето. Тим не менш, той факт, що правило було підтримано більшістю команд, дозволив запровадити його з початку сезону 1996 року. Середина 1990-х років також привела в спорт низку платних гонщиків, чиї швидкості не дозволили б їм брати участь у перегонах, таких як Джованні Лаваггі і Жан-Деніс Делетраз.
Коментуючи введення правила 107%, президент FIA Макс Мослі заявив, що "будь-яка маленька команда, яка правильно організована, зможе вкластися в 107%" Власник комерційних прав на автоспорт Берні Екклстоун погодився з цією думкою, заявивши в інтерв'ю, що "Формула 1 - найкраща. І нам не потрібно в ній нічого, що не є найкращим". Він також звинуватив деякі менші команди в тому, що вони мають менталітет "стартової лінії", оскільки їх цікавить лише участь у перегонах, щоб отримати телевізійне висвітлення для своїх спонсорів, і вони не надто переймаються реальним виступом, враховуючи, що всі учасники гарантовано потрапляють у гонку З іншого боку, менші команди були стурбовані перспективою проїхати коло за максимальний час, щоб пройти кваліфікацію, що, на їхню думку, посилює нерівність, яка і так вже існує в цьому спорті. Комерційний менеджер Pacific, Марк Галлахер, сказав: "Ми повинні сказати, що правило 107% викликає занепокоєння серед команд без заводських двигунів. Це більше пов'язано з двигунами, ніж з шасі, і це область поза межами наших прямих можливостей. Скоротити відставання від Minardi цілком реально, але раптова поява цього правила викликає занепокоєння. Якщо у вас є три роки, щоб спланувати, робити щось чи ні, це дуже відрізняється від того, коли ворота переставляють під час гри"

### Застосування
Таким чином, правило 107% було запроваджено на Гран-прі Австралії 1996 року. Воно було застосовано відразу, коли пілоти Forti Лука Бадоер і Андреа Монтерміні не змогли проїхати коло в межах 107% від часу поул-позиції Жака Вільнева. Це був очікуваний результат, оскільки команда використовувала оновлену версію минулорічного шасі Forti FG01, яке лише в одному з тридцяти чотирьох випадків кваліфікувалося в межах 107% від поул-позиції. Обидва пілоти також не змогли пройти кваліфікацію на Гран-прі Європи, четвертому етапі чемпіонату. На наступній гонці, Гран-прі Сан-Марино, Бадоер вперше поїхав на більш конкурентоспроможному шасі FG03, в той час як Монтерміні не зміг пройти 107% на старішій машині. Потім обидва не змогли пройти кваліфікацію на Гран-прі Іспанії двома гонками пізніше. До десятого етапу чемпіонату, Гран-прі Великої Британії, у команди закінчилися гроші, і вона зробила лише символічну спробу кваліфікуватися, не взявши участі у попередніх вільних практичних заїздах, причому жоден болід не вклався в ліміт часу. Після наступної гонки, в якій команда взагалі не проїхала жодного кола, Forti вийшла з Формули-1. У другій половині сезону команда Minardi замінила штатного гонщика Джанкарло Фізікеллу на платного гонщика Джованні Лаваджі, який не зміг викластися на 107% на Гран-прі Німеччини, Бельгії та Японії.
У 1997 році правило 107% було застосовано лише на Гран-прі Австралії, що відкривало сезон. Вільнев знову завоював поул-позицію з часом на секунду швидшим за свого найближчого суперника, що призвело до того, що стартова решітка була сильно розтягнута. В результаті Педро Дініз, Вінченцо Соспірі та Рікардо Россе не змогли подолати позначку в 107%. Дінісу було дозволено брати участь у гонці на розсуд стюардів, які визнали його здатним проїхати коло в межах ліміту, що він і зробив під час вільних заїздів перед кваліфікацією. FIA назвала «виняткові обставини» причиною того, що він не зміг зробити це під час самої кваліфікаційної сесії. Однак Соспірі та Россе, які виступали за нову команду MasterCard Lola, відстали від часу Дініза на п'ять та шість секунд відповідно, що значно перевищувало ліміт кваліфікації. Жодному з гонщиків не дозволили розпочати гонку, і команда закрилася до наступного Гран-прі.
У сезоні 1998 року Россет, який тепер виступав за команду Tyrrell, п'ять разів не пройшов кваліфікацію. Він проїхав за межами 107% часу під час кваліфікаційних сесій до Гран-прі Іспанії, Монако, Угорщини та Японії. Він також не пройшов кваліфікацію на Гран-прі Німеччини, але це сталося через те, що він взагалі не проїхав жодного кола після травми правого ліктя в результаті важкої аварії під час вільної практики.
Правило 107% було застосовано двічі у 1999 році. На першому етапі чемпіонату - Гран-прі Австралії - Марк Жене на своєму Minardi не зміг проїхати коло в межах необхідного відсотка від часу поул-позиції. Як і у випадку з Дінісом двома роками раніше, він отримав дозвіл на участь у перегонах після того, як проїхав коло в межах ліміту під час вільних заїздів. На Гран-прі Франції наприкінці сезону під час кваліфікаційної сесії, що проходила під дощем різної інтенсивності, п'ятеро гонщиків - Деймон Гілл, Жене, Лука Бадоер, Педро де ла Роса і Тораносуке Такагі - не потрапили до фінішної прямої, але всі вони були допущені до перегонів.
Після сезону 2000 року, в якому жоден гонщик не порушив правило 107%, у 2001 році його було застосовано тричі. На дебютній гонці в Австралії Тарсо Маркес не зміг проїхати коло в межах необхідного для Minardi часу. Він отримав дозвіл на участь у гонці через «виняткові обставини», але це незважаючи на те, що за весь вікенд йому не вдалося показати час в межах 107% в жодній сесії. Ходили чутки, що Маркесу дозволили брати участь у гонці через те, що команду перед початком сезону купив австралієць Пол Стоддарт, який хотів, щоб обидва боліди виступали в новому "домашньому" Гран-прі Minardi. На Гран-прі Великої Британії Маркес знову порушив регламент, але цього разу не був допущений до старту. На Гран-прі Бельгії також відбулася волога кваліфікація, під час якої траса поступово висихала, в результаті чого чотири найповільніші учасники кваліфікації - Йос Ферстаппен, Фернандо Алонсо, Енріке Бернольді та Маркес - не змогли проїхати коло в межах 107% від поул-позиції. Як і в аналогічному випадку на Гран-прі Франції двома роками раніше, всі були допущені до старту гонки.

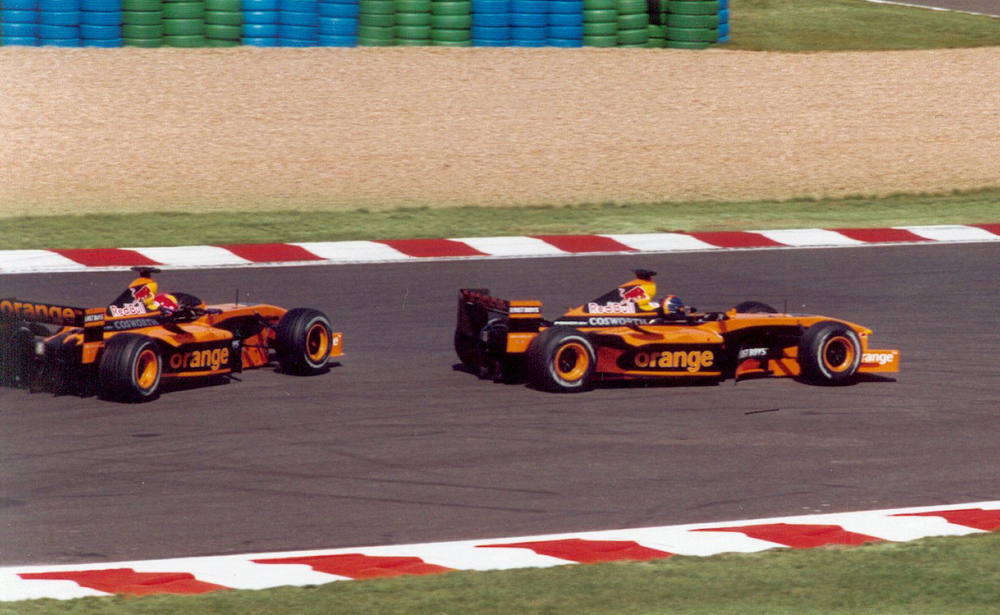
Команда Arrows свідомо не пройшла кваліфікацію на Гран-прі Франції 2002 року через фінансові проблеми.

Правило 107% також було застосовано в сезоні 2002 року. На першому етапі чемпіонату, Гран-прі Австралії, Такума Сато зазнав серйозної аварії під час вільних заїздів і був змушений використовувати запасний автомобіль команди Jordan для кваліфікації, який зупинився через проблеми з коробкою передач без встановлення часу. Його напарник по команді, Фізікелла, зробив свій перший заїзд і передав своє шасі, але почався дощ, який не дозволив Сато вкластися в необхідний час. Однак, як і в попередніх випадках, через вплив мінливих погодних умов, він був допущений до старту гонки. Пілот Minardi Алекс Йонг не зміг пройти кваліфікацію на Гран-прі Сан-Марино, Великої Британії та Німеччини за умовами регламенту, що призвело до його заміни Ентоні Девідсоном на два заїзди. На Гран-прі Франції у команди Arrows закінчувалися гроші, і вони зробили символічну появу під час кваліфікаційної сесії, щоб уникнути штрафів, накладених FIA за пропущені раунди чемпіонату; водії Гайнц-Гаральд Френтцен і Бернольді не змогли проїхати коло в межах необхідного часу. годом Френтцен покинув трасу, хоча до кінця сесії залишалося ще десять хвилин, що зробило хитрість команди очевидною. Фізікелла також не пройшов кваліфікацію, оскільки не встановив час під час цієї сесії, хоча це було наслідком відмови від участі у змаганнях після важкої аварії під час вільних заїздів.
Загалом було зафіксовано 37 випадків, коли правило 107% було застосовано в період його існування в рамках Спортивного регламенту Формули-1. З них, у 13 випадках водіям було дозволено стартувати у відповідній гонці через «виняткові обставини». Правило торкнулося 23 з 116 Гран-прі, в яких воно діяло.

### Скасування
У сезоні 2003 року система кваліфікації змінилася: було запроваджено дві впорядковані одноколові сесії, які замінили попередню вільну годинну сесію, в якій пілотам дозволялося проїхати дванадцять кіл. Водії також повинні були проходити кваліфікацію з гоночним паливом на борту своїх автомобілів. Через те, що це могло призвести до значної різниці у часі, правило 107% не згадувалося, коли FIA затвердила формат перед початком сезону, незважаючи на попередні запевнення, що правило все ще буде застосовуватися. Згодом керівний орган запропонував офіційно скасувати це правило, і воно перестало діяти, починаючи з Гран-прі Японії 2002 року.
Після сезону 2003 року час проведення двох одноколісних сесій було змінено таким чином, щоб вони відбувалися в один день, з інтервалом у 15 хвилин одна від одної. Це виявилося непопулярним серед невеликих команд, які були змушені проводити свої заїзди наприкінці першої сесії (оскільки вона проводилася в порядку чемпіонату) і на початку другої сесії (яка проводилася в зворотному порядку від результатів першої сесії), а також серед телеглядачів, яким в результаті доводилося дивитися довшу трансляцію. Під час сезону 2004 року недоліки системи були виявлені, і запропоновані зміни до системи кваліфікації, зроблені в середині чемпіонату, в якийсь момент, розглядали можливість повернення правила 107% як частину нового формату. Однак, зрештою, були внесені лише незначні зміни, що стосувалися часу проведення існуючих сесій. Власник команди Minardi Пол Стоддарт був особливо проти повернення цього правила.

### Повторне впровадження
На початку сезону 2010 року новий президент FIA Жан Тодт заявив, що виступає за повернення правила 107%, оскільки система кваліфікації знову змінилася таким чином, що всі сесії проводяться з низьким рівнем палива.
23 червня на засіданні Всесвітньої ради автоспорту FIA було вирішено, що правило 107% буде знову введено на сезон 2011 року. Правило застосовується лише до першої з трьох кваліфікаційних сесій кожної гонки.
З моменту його повторного введення і до кінця сезону 2015 року правило 107% було застосовано ще 17 разів на 12 різних гонках, причому всі, крім одного разу, гонщиками HRT, Caterham і Virgin/Marussia. На відміну від першого періоду застосування правила, коли водії-порушники дуже рідко допускалися до змагань, лише чотири випадки порушення правила призвели до того, що водії були відсторонені від гонки. Це були Вітантоніо Ліуцці та Нараїн Картікеян на Гран-прі Австралії 2011 року, а також Педро де ла Роса та Картікеян на Гран-прі Австралії 2012 року - всі вони виступали за HRT.
На Гран-прі Угорщини 2016 року одинадцять гонщиків не змогли досягти ліміту 107%, оскільки сесія була зупинена через несприятливі погодні умови та подальші інциденти, але всі вони були допущені до змагань. Починаючи з сезону 2018 року, регламент було змінено таким чином, щоб правило 107% не застосовувалося, якщо під час кваліфікації директор гонки оголосив трасу мокрою.

## Список 107% порушень правил
| Рік  | Подія                     | Час поул-позиції | 107% часу | Пілот                  | Команда | Час      | % від поул-позиції. | Допущені до гонки? |
| ---- | ------------------------- | ---------------- | --------- | ---------------------- | ------- | -------- | ------------------- | ------------------ |
| 1996 | Гран-прі Австралії        | 1:32.371         | 1:38.837  | Лука Бадоер            | Forti   | 1:39.202 | 107.395             | Ні                 |
| 1996 | Гран-прі Австралії        | 1:32.371         | 1:38.837  | Андреа Монтерміні      | Forti   | 1:42.087 | 110.518             | Ні                 |
| 1996 | Гран-прі Європи           | 1:18.941         | 1:24.467  | Андреа Монтерміні      | Forti   | 1:25.053 | 107.742             | Ні                 |
| 1996 | Гран-прі Європи           | 1:18.941         | 1:24.467  | Лука Бадоер            | Forti   | 1:25.840 | 108.739             | Ні                 |
| 1996 | Гран-прі Сан-Марино       | 1:26.890         | 1:32.972  | Андреа Монтерміні      | Forti   | 1:33.685 | 107.802             | Ні                 |
| 1996 | Гран-прі Іспанії          | 1:20.650         | 1:26.295  | Лука Бадоер            | Forti   | 1:26.615 | 107.396             | Ні                 |
| 1996 | Гран-прі Іспанії          | 1:20.650         | 1:26.295  | Андреа Монтерміні      | Forti   | 1:27.358 | 108.317             | Ні                 |
| 1996 | Гран-прі Великої Британії | 1:26.875         | 1:32.956  | Андреа Монтерміні      | Forti   | 1:35.206 | 109.590             | Ні                 |
| 1996 | Гран-прі Великої Британії | 1:26.875         | 1:32.956  | Лука Бадоер            | Forti   | 1:35.304 | 109.702             | Ні                 |
| 1996 | Гран-прі Німеччини        | 1:43.912         | 1:51.186  | Джованні Лаваджі       | Minardi | 1:51.357 | 107.165             | Ні                 |
| 1996 | Гран-прі Бельгії          | 1:50.574         | 1:58.314  | Джованні Лаваджі       | Minardi | 1:58.579 | 107.239             | Ні                 |
| 1996 | Гран-прі Японії           | 1:38.909         | 1:45.833  | Джованні Лаваджі       | Minardi | 1:46.795 | 107.973             | Ні                 |
| 1997 | Гран-прі Австралії        | 1:29.369         | 1:35.625  | Педро Дініс            | Arrows  | 1:35.972 | 107.388             | Так                |
| 1997 | Гран-прі Австралії        | 1:29.369         | 1:35.625  | Вінченцо Соспірі       | Lola    | 1:40.972 | 112.988             | Ні                 |
| 1997 | Гран-прі Австралії        | 1:29.369         | 1:35.625  | Рікардо Россет         | Lola    | 1:42.086 | 114.230             | Ні                 |
| 1998 | Гран-прі Іспанії          | 1:20.262         | 1:25.880  | Рікардо Россет         | Tyrrell | 1:25.946 | 107.082             | Ні                 |
| 1998 | Гран-прі Монако           | 1:19.798         | 1:25.383  | Рікардо Россет         | Tyrrell | 1:25.737 | 107.443             | Ні                 |
| 1998 | Гран-прі Угорщини         | 1:16.973         | 1:22.361  | Рікардо Россет         | Tyrrell | 1:23.140 | 108.012             | Ні                 |
| 1998 | Гран-прі Японії           | 1:36.293         | 1:43.033  | Рікардо Россет         | Tyrrell | 1:43.259 | 107.234             | Ні                 |
| 1999 | Гран-прі Австралії        | 1:30.462         | 1:36.794  | Марк Жене              | Minardi | 1:37.013 | 107.242             | Так                |
| 1999 | Гран-прі Франції          | 1:38.441         | 1:45.331  | Деймон Гілл            | Jordan  | 1:45.334 | 107.002             | Так                |
| 1999 | Гран-прі Франції          | 1:38.441         | 1:45.331  | Марк Жене              | Minardi | 1:46.324 | 108.008             | Так                |
| 1999 | Гран-прі Франції          | 1:38.441         | 1:45.331  | Лука Бадоер            | Minardi | 1:46.784 | 108.475             | Так                |
| 1999 | Гран-прі Франції          | 1:38.441         | 1:45.331  | Педро де ла Роса       | Arrows  | 1:48.215 | 109.929             | Так                |
| 1999 | Гран-прі Франції          | 1:38.441         | 1:45.331  | Тораносуке Такагі      | Arrows  | 1:48.322 | 110.038             | Так                |
| 2001 | Гран-прі Австралії        | 1:26.892         | 1:32.974  | Тарсу Маркес           | Minardi | 1:33.228 | 107.292             | Так                |
| 2001 | Гран-прі Великої Британії | 1:20.447         | 1:26.078  | Тарсу Маркес           | Minardi | 1:26.508 | 107.534             | Ні                 |
| 2001 | Гран-прі Бельгії          | 1:52.072         | 1:59.917  | Йос Ферстаппен         | Arrows  | 2:02.039 | 108.893             | Так                |
| 2001 | Гран-прі Бельгії          | 1:52.072         | 1:59.917  | Фернандо Алонсо        | Minardi | 2:02.594 | 109.389             | Так                |
| 2001 | Гран-прі Бельгії          | 1:52.072         | 1:59.917  | Енріке Бернольді       | Arrows  | 2:03.048 | 109.794             | Так                |
| 2001 | Гран-прі Бельгії          | 1:52.072         | 1:59.917  | Тарсу Маркес           | Minardi | 2:04.204 | 110.825             | Так                |
| 2002 | Гран-прі Австралії        | 1:25.843         | 1:31.852  | Сато Такума            | Jordan  | 1:53.351 | 132.045             | Так                |
| 2002 | Гран-прі Сан-Марино       | 1:21.091         | 1:26.767  | Алекс Юн               | Minardi | 1:27.241 | 107.584             | Ні                 |
| 2002 | Гран-прі Великої Британії | 1:18.998         | 1:24.527  | Алекс Юн               | Minardi | 1:24.785 | 107.291             | Ні                 |
| 2002 | Гран-прі Франції          | 1:11.985         | 1:17.023  | Гайнц-Гаральд Френтцен | Arrows  | 1:18.497 | 109.046             | Ні                 |
| 2002 | Гран-прі Франції          | 1:11.985         | 1:17.023  | Енріке Бернольді       | Arrows  | 1:19.843 | 110.916             | Ні                 |
| 2002 | Гран-прі Німеччини        | 1:14.389         | 1:19.596  | Алекс Юн               | Minardi | 1:19.775 | 107.240             | Ні                 |

| Рік  | Подія                       | Найшвидший час Q1 | 107% часу | Пілот                   | Команда      | Час      | % від поул-позиції. | Допущені до гонки? |
| ---- | --------------------------- | ----------------- | --------- | ----------------------- | ------------ | -------- | ------------------- | ------------------ |
| 2011 | Гран-прі Австралії          | 1:25.296          | 1:31.266  | Вітантоніо Ліуцці       | HRT          | 1:32.978 | 109.006             | Ні                 |
| 2011 | Гран-прі Австралії          | 1:25.296          | 1:31.266  | Нараїн Картікеян        | HRT          | 1:34.293 | 110.547             | Ні                 |
| 2011 | Гран-прі Канади             | 1:13.822          | 1:18.989  | Жером Д'Амброзіо        | Virgin       | 1:19.414 | 107.575             | Так                |
| 2011 | Гран-прі Бельгії            | 2:01.813          | 2:10.339  | Жером Д'Амброзіо        | Virgin       | 2:11.601 | 108.035             | Так                |
| 2011 | Гран-прі Бельгії            | 2:01.813          | 2:10.339  | Вітантоніо Ліуцці       | HRT          | 2:11.616 | 108.047             | Так                |
| 2011 | Гран-прі Бельгії            | 2:01.813          | 2:10.339  | Данієль Ріккардо        | HRT          | 2:13.077 | 109.246             | Так                |
| 2011 | Гран-прі Індії              | 1:26.189          | 1:32.222  | Тімо Глок               | Virgin       | 1:34.046 | 109.116             | Так                |
| 2012 | Гран-прі Австралії          | 1:26.182          | 1:32.214  | Педро де ла Роса        | HRT          | 1:33.495 | 108.486             | Ні                 |
| 2012 | Гран-прі Австралії          | 1:26.182          | 1:32.214  | Нараїн Картікеян        | HRT          | 1:33.643 | 108.658             | Ні                 |
| 2012 | Гран-прі Іспанії            | 1:22.583          | 1:28.363  | Нараїн Картікеян        | HRT          | 1:31.122 | 110.340             | Так                |
| 2012 | Гран-прі Великобританії     | 1:46.279          | 1:53.718  | Шарль Пік               | Marussia     | 1:54.143 | 107.399             | Так                |
| 2013 | Гран-прі Австралії          | 1:43.380          | 1:50.616  | Шарль Пік               | Caterham     | 1:50.626 | 107.009             | Так                |
| 2014 | Гран-прі Великобританії     | 1:40.380          | 1:47.406  | Маркус Ерікссон         | Caterham     | 1:49.421 | 109.006             | Так                |
| 2014 | Гран-прі Великобританії     | 1:40.380          | 1:47.406  | Камуї Кобаясі           | Caterham     | 1:49.625 | 109.210             | Так                |
| 2015 | Гран-прі Малайзії           | 1:39.269          | 1:46.217  | Роберто Мері            | Marussia     | 1:46.677 | 107.462             | Так                |
| 2015 | Гран-прі Японії             | 1:33.015          | 1:39.386  | Александер Россі        | Marussia     | 1:47.114 | 115.158             | Так                |
| 2015 | Гран-прі США                | 1:56:495          | 2:04.650  | Карлос Сайнс (молодший) | Toro Rosso   | 2:07.304 | 109.279             | Так                |
| 2016 | Гран-прі Монако             | 1:14.912          | 1:19.832  | Макс Ферстаппен         | Red Bull     | 1:22.467 | 110.085             | Так                |
| 2016 | Гран-прі Угорщини           | 1:33.302          | 1:39.833  | Данієль Ріккардо        | Red Bull     | 1:39.968 | 107.145             | Так                |
| 2016 | Гран-прі Угорщини           | 1:33.302          | 1:39.833  | Макс Ферстаппен         | Red Bull     | 1:40.424 | 107.663             | Так                |
| 2016 | Гран-прі Угорщини           | 1:33.302          | 1:39.833  | Серхіо Перес            | Force India  | 1:41.411 | 108.691             | Так                |
| 2016 | Гран-прі Угорщини           | 1:33.302          | 1:39.833  | Ніко Гюлькенберг        | Force India  | 1:41.471 | 108.755             | Так                |
| 2016 | Гран-прі Угорщини           | 1:33.302          | 1:39.833  | Вальттері Боттас        | Williams     | 1:42.758 | 110.135             | Так                |
| 2016 | Гран-прі Угорщини           | 1:33.302          | 1:39.833  | Джоліон Палмер          | Renault      | 1:43.965 | 111.428             | Так                |
| 2016 | Гран-прі Угорщини           | 1:33.302          | 1:39.833  | Феліпе Масса            | Williams     | 1:43.999 | 111.465             | Так                |
| 2016 | Гран-прі Угорщини           | 1:33.302          | 1:39.833  | Кевін Магнуссен         | Renault      | 1:44.543 | 112.048             | Так                |
| 2016 | Гран-прі Угорщини           | 1:33.302          | 1:39.833  | Маркус Ерікссон         | Sauber       | 1:46.984 | 114.664             | Так                |
| 2016 | Гран-прі Угорщини           | 1:33.302          | 1:39.833  | Паскаль Верляйн         | Manor        | 1:47.343 | 115.049             | Так                |
| 2016 | Гран-прі Угорщини           | 1:33.302          | 1:39.833  | Ріо Харьянто            | Manor        | 1:50.189 | 118.099             | Так                |
| 2017 | Гран-прі Італії             | 1:35.716          | 1:42.416  | Роман Грожан            | Haas         | 1:43.355 | 107.226             | Так                |
| 2018 | Гран-прі Азербайджану       | 1:42.538          | 1:49.715  | Брендон Хартлі          | Toro Rosso   | 1:57.354 | 114.449             | Так                |
| 2021 | Гран-прі Франції            | 1:31.001          | 1:37.371  | Ленс Стролл             | Aston Martin | 2:12.584 | 145.695             | Так                |
| 2023 | Гран-прі Саудівської Аравії | 1:28.761          | 1:34.974  | Логан Сарджент          | Williams     | 2:08.510 | 144.782             | Так                |
| 2023 | Гран-прі Азербайджану       | 1:41.269          | 1:48.357  | Нік де Вріс             | AlphaTauri   | 1:55.282 | 113.837             | Так                |
| 2023 | Спринт Гран-прі Катару      | 1:24.454          | 1:30.366  | Логан Сарджент          | Williams     | 2:05.741 | 137.586             | Так                |

## Використання в інших гоночних серіях
Правило 107% або його варіації також використовуються в інших автоспортивних серіях.

### Формула E
У Формулі E застосовується альтернативне правило 110% у кваліфікації. Стюарди гонки можуть на власний розсуд дозволити водіям, які порушили це правило, взяти участь у гонці, зазвичай дивлячись на час, показаний під час вільних практик. Найчастіше правило порушується, коли водій не встигає вчасно розпочати своє кваліфікаційне коло або коли його кваліфікаційне коло анульоване (отже, записується лише його початкове коло). Поломка автомобіля або аварія під час сесії також можуть призвести до порушення цього правила. Досі не було жодного випадку, коли водій не був би допущений до участі в гонці.

### Серії GP2 та F2
Правило 107% також використовується в серії GP2 та її наступниці Формулі-2, де воно застосовувалося чотири рази. Маркос Мартінес не пройшов кваліфікацію на свою дебютну гоночну зустріч на Хунгароринг у 2007 році після того, як не зміг встановити час проходження кола через проблеми з двигуном, незважаючи на те, що проїхав коло в межах 107% від найшвидшого часу на вільній практиці. На етапі сезону 2009 року в Монако Рікардо Тейшейра не зміг проїхати коло в межах 107% від часу поул-позиції і не був допущений до участі в перегонах. Під час кваліфікації до етапу чемпіонату, що проходив на Хунгароринг пізніше того ж року, Роман Грожан і Франк Перера зіткнулися ще до того, як кожен з них встановив репрезентативний час проходження кола: Перера був визнаний винним у створенні перешкод і був відсторонений від участі в першій гонці, але йому дозволили стартувати з кінця решітки в другій; Грожан отримав дозвіл стартувати в обох гонках. Перера також не пройшов кваліфікацію на гонки Спа-Франкоршам за цим правилом.
Алессіо Деледда став першим гонщиком з часів Перери в цій гоночній категорії, якого торкнулося правило 107%. Він пройшов кваліфікацію з відставанням у 6,341 секунди від найкращого часу, встановленого Робертом Шварцманом у своїй групі під час кваліфікації до Гран-прі Монако у 2021 році. Оскільки він відстав на 7,314 секунди від найкращого часу, встановленого Шварцманом під час тренувальної сесії, він не зміг взяти участь у всіх трьох гонках вікенду. Однак стюарди дали йому дозвіл на старт після того, як пізніше, після вікенду, з'ясувалося, що автомобіль Деледди мав механічні проблеми, а на попередньому етапі в Бахрейні він показав час, що відповідає 107% від найкращого. Наступного року на цьому ж етапі Річард Вершур став останнім гонщиком, який порушив правило, коли не зміг встановити репрезентативний час в межах 107% часу через постійні проблеми з електрикою, а передчасне закінчення кваліфікаційної сесії через аварію Джейка Г'юза не дозволило йому встановити час, але стюарди знову дозволили йому стартувати в обох заїздах.

### Серії GP3 та F3
Правило 107% також використовується в серії GP3 і її наступниці Формулі-3. Це правило застосовувалося лише одного разу за всю історію GP3. На етапі 2012 року в Сільверстоуні Кармен Хорда не змогла показати час кола в межах 107% від поул-часу. Оскільки вона також була за межами 107% від найшвидшого часу на практиці, їй не дозволили стартувати в гонці.
Після 10-річної відсутності Зденек Хованець став першим гонщиком в ері Ф3, який потрапив під дію правила, кваліфікувавшись приблизно за 8 секунд до поул-позиції в Австрії, але йому було дозволено стартувати як в спринті, так і в гонках, оскільки його часу проходження кола на вільних заїздах було достатньо для участі в них.

### MotoGP
У MotoGP використовується схоже правило для гоночних змагань, де гонщики повинні бути в межах 105% від часу кола найшвидшого гонщика в кожній з практичних сесій, щоб взяти участь у кваліфікаційних сесіях. У період з 2013 по 2021 рік у змаганнях також використовувалося правило 107%. Пілоти, серед яких Алейкс Еспаргаро та Кел Кратчлоу, критикували ефективність цього правила, коли Крістоф Понссон фінішував на одне коло повільніше за переможця Гран-прі Сан-Марино 2018 року, закликаючи FIM посилити це правило.
Японський гонщик Такумі Такахаші, який виграв 8 годин Сузуки у 2010 році, не пройшов кваліфікацію на Гран-прі Сан-Марино з мотогонок 2023 року, проїхавши на 0,6 повільніше, ніж 105% від найшвидшого часу кола на тренувальних заїздах.

### IndyCar
Серія IndyCar використовує схоже правило для гоночних змагань, де автомобілі повинні бути в межах 105% від часу проходження кола найшвидшим автомобілем.

### NASCAR
NASCAR використовує схоже правило для гоночних змагань, де автомобілі повинні бути в межах 115% від найшвидшого кола, встановленого у фінальній практиці.

### Super GT
У серії Super GT використовується дещо інше правило 107%. Базовий час розраховується за середнім часом трьох найкращих автомобілів у класі, а не за найшвидшим часом проходження кола окремим автомобілем у цьому класі. Всі водії "невідсіяних" команд повинні показати час кола в межах цього часу, щоб отримати право на участь у перегонах. Однак командам, які не змогли пройти кваліфікацію в офіційних кваліфікаційних сесіях, може бути дозволено повторити спробу наступного дня під час тренувальної сесії, за умови, що причиною цього були нещасні випадки. У цьому випадку будуть використані 107% кращих трьох автомобілів, які посіли перші місця в практичних заїздах, а команди стартуватимуть з кінця решітки. У перегонах з використанням нокаут-формату окрема кваліфікаційна сесія буде запущена перед нокаут-кваліфікацією, щоб визначити команди, які будуть допущені до участі в перегонах.
Ще однією важливою відмінністю правила 107% у Super GT є те, що існує система захисту під назвою "відсіяні команди", яка надається кожній команді, що брала участь у всіх перегонах і фінішувала в межах 12 найкращих у своєму класі в попередньому сезоні. Ці команди, за умови, що вони відповідають іншим вимогам, допускаються до участі у всіх перегонах, навіть якщо вони не вклалися у кваліфікаційний час в офіційних кваліфікаційних сесіях. Статус "відсіяної команди" втрачається, коли команда змінює клас або знімається з серії, і місце, що утворилося в результаті цього, не може бути заповнене іншими командами.